# Mir Fazlullah Agha
 (mai 2022).
 (mai 2022).
La mise en forme du texte ne suit pas les recommandations de Wikipédia : il faut le « wikifier ».
Les points d'amélioration suivants sont les cas les plus fréquents. Le détail des points à revoir est peut-être précisé sur la page de discussion.
- Les titres sont pré-formatés par le logiciel. Ils ne sont ni en capitales, ni en gras.
- Le texte ne doit pas être écrit en capitales (les noms de famille non plus), ni en gras, ni en italique, ni en « petit »…
- Le gras n'est utilisé que pour surligner le titre de l'article dans l'introduction, une seule fois.
- L'italique est rarement utilisé : mots en langue étrangère, titres d'œuvres, noms de bateaux, etc.
- Les citations ne sont pas en italique mais en corps de texte normal. Elles sont entourées par des guillemets français : « et ».
- Les listes à puces sont à éviter, des paragraphes rédigés étant largement préférés. Les tableaux sont à réserver à la présentation de données structurées (résultats, etc.).
- Les appels de note de bas de page (petits chiffres en exposant, introduits par l'outil «  Source ») sont à placer entre la fin de phrase et le point final[comme ça].
- Les liens internes (vers d'autres articles de Wikipédia) sont à choisir avec parcimonie. Créez des liens vers des articles approfondissant le sujet. Les termes génériques sans rapport avec le sujet sont à éviter, ainsi que les répétitions de liens vers un même terme.
- Les liens externes sont à placer uniquement dans une section « Liens externes », à la fin de l'article. Ces liens sont à choisir avec parcimonie suivant les règles définies. Si un lien sert de source à l'article, son insertion dans le texte est à faire par les notes de bas de page.
- La présentation des références doit suivre les conventions bibliographiques. Il est recommandé d'utiliser les modèles {{Ouvrage}}, {{Chapitre}}, {{Article}}, {{Lien web}} et/ou {{Bibliographie}}. Le mode d'édition visuel peut mettre en forme automatiquement les références.
- Insérer une infobox (cadre d'informations à droite) n'est pas obligatoire pour parachever la mise en page.

Pour une aide détaillée, merci de consulter Aide:Wikification.
Si vous pensez que ces points ont été résolus, vous pouvez retirer ce bandeau et améliorer la mise en forme d'un autre article.
Titre
10e Hazrat Ishaan des Naqshbandiennes
Le prince Sayyid Mir Fazlullah Agha était un juriste islamique qui était le 10e chef suprême de l'islam sunnite Naqshbandi. Il était le frère et le successeur du Prince Sayyid Mahmud Agha et le juge en chef et grand mufti de l'émirat d'Afghanistan.

## Carrière
Syed Mir Fazlullah a été éduqué par son père le Prince Sayyid Mir Hassan et leur a transmis l'héritage de ses ancêtres jusqu'à ce qu'il n'y ait plus rien à apprendre en Afghanistan.
Syed Mir Fazlullah était internationalement reconnu et était une retraite spirituelle pour Le Sultan Abdül Hamid II.
Au cours d'une de ses visites à Istanbul, l'Empire ottoman, il a prononcé un discours qui a attiré l'attention du peuple de telle manière que les visages de l'auditoire ont commencé à montrer des signes de paix et de bonheur. Sur ce, Le Sultan Abdül Hamid II a demandé à Sayyid Mir Fazlullah de rester à Istanbul et de devenir le grand mufti. Le Sultan Abdül Hamid II a immédiatement envoyé une lettre à l'émir Habibullah demandant son transfert à Istanbul. Amir Habibullah a refusé, car il dépendait de lui-même et du juriste Afghan Sayyid Mir Fazlullah,,.

## Littérature
- Tazkira de Hazrat Ishan (Généalogie de la famille Hazrat Isan) (Auteur et chercheur : Muhammad Yasin Qasfari Naqshbandi Company : Tolimat Naqshbandi Administration Lahore)
- David William Damrel : Une bénédiction oubliée : Khawaja Khwand Mahmood Naqshbandi en Asie centrale et en Inde moghole. Ed : Université Duke. Université de microfilm, Durham, Caroline du Nord, États-Unis 1994.